# Övre Bytingsjön
Övre Bytingsjön är en sjö i Vilhelmina kommun i Lappland och ingår i Ångermanälvens huvudavrinningsområde. Sjön har en area på 0,149 kvadratkilometer och ligger 469,8 meter över havet.

## Delavrinningsområde
Övre Bytingsjön ingår i det delavrinningsområde (721548-151645) som SMHI kallar för Inloppet i Nedre Bytingsjön. Medelhöjden är 505 meter över havet och ytan är 16,52 kvadratkilometer. Räknas de 3 avrinningsområdena uppströms in blir den ackumulerade arean 31,41 kvadratkilometer. Vattendraget som avvattnar avrinningsområdet har biflödesordning 3, vilket innebär att vattnet flödar genom totalt 3 vattendrag innan det når havet efter 372 kilometer. Avrinningsområdet består mestadels av skog (98 procent). Avrinningsområdet har 0,26 kvadratkilometer vattenytor vilket ger det en sjöprocent på 1,6 procent.